# Bold
En bold er et rundt objekt, der normalt er sfærisk men i nogle tilfælde også ovalt, som anvendes sport, idræt, leg eller træning. Bolde kan ofte hoppe eller rulle. De kan være massive eller fyldt med luft. Traditionelt er bolde lavet af træ, læder eller gummi og i mindre omfang af glas eller keramiske materialer, mens mange moderne bolde i dag laves af forskellige kunst- og plastikmaterialer.
I de fleste boldspil er bolden hovedomdrejningspunktet. Den kastes, slåes eller sparkes til af de deltagende, i de fleste idrætsgrene mod et eller andet mål. I andre sportsgrene eller lege trilles bolde af varierende størrelse fra marmorkugler til kegle- eller bowling-bal'er mod deres mål, eller stødes med en kø som billard-baller mod det udsete mål.
Børnenes hoppebolde er blandt de få bolde, som afviger i formen ved at være tilknyttet håndtag til at holde i, mens de deltagende hopper på bolden. De piggede massage-bolde er ligeledes afvigende i såvel form som anvendelse.

## Boldes bevægelser
Boldes bevægelser kan beskrives med forskellige parametre.
Boldens stødtal beskrives boldens hoppeevne. Bolde, der kan hoppe højt (såkaldte "hoppebolde") har eksempelvis et højt stødtal.

## Forskellige bolde
Blandt sportsgrene eller lege, hvori bolde indgår, kan nævnes:
- Fodbold, Håndbold, Softball, Tennis, Volleyball, Basketball – kugleformede luftfyldte bolde
- Cricket, Softball, Baseball, Hurling, Golf, Billard, Bowling – kugleformede massive el. delvis massive bolde
- Rugby, Amerikansk fodbold, Australsk fodbold, Gælisk fodbold – sfæriske aflange luftfyldte bolde
- Sepak takraw – rund flettet bold af bambus

### Billeder af forskellige kategorier af bolde
- Fodbold
- Baseball
- Malaysisk Sepak takraw bold af rattan (bambus)
- Basketball
- Cricketbolde
- Billiard baller
- Australsk fodbold
- Tennisbold
- Amerikansk fodbold
- Golfbold
- Softball
- Bandy baller